# (5583) Braunerová
(5583) Braunerová est un astéroïde de la ceinture principale.

## Description
(5583) Braunerová est un astéroïde de la ceinture principale. Il fut découvert le 5 mars 1989 à l'Observatoire Kleť par Antonín Mrkos. Il présente une orbite caractérisée par un demi-grand axe de 2,88 UA, une excentricité de 0,02 et une inclinaison de 2,9° par rapport à l'écliptique.

## Compléments